# 日本一周
日本一周（にほんいっしゅう、にっぽんいっしゅう）とは、日本各地を巡り、日本をひとまわりすることである。

## 概要
広義には、日本各地を巡ることであるが、一口に「日本をひとまわりする」といっても、その解釈は様々である。
主なものとして
- 日本の外周（海岸線沿い）を一周すること（後述）
- 日本全ての都道府県（47都道府県）を踏破すること
- 全国各地にある、特定の事象をすべてめぐること（全ての道の駅を回る、スタンプラリーを行う、など）

などが挙げられる。このため、日本一周が必ずしも同じ行程を指すとは限らず、むしろ日本一周を実行した個人個人により行程もルールも様々である。ただし、例えば本州だけを回っても、通常はこれを日本一周とは呼ばないなど、ある程度の制限も存在する。
交通手段では自転車やオートバイや自動車など特定の手段のみを用いることをルールとしたり、鉄道や路線バスなどの公共交通機関だけを利用することをルールとしたり、逆に全行程を徒歩のみで移動することをルールとするなど、様々な制約を設けることがある。
行程についても、スタートからゴールまで中断なく一周しなければならないとする者（この場合はかなりまとまった余暇が取れることが条件となる）や、ルートの途中で旅を中断しても後に中断地点から再開すれば良いとする者など、行程面でどのような制約を設けるかについても様々である。時間制限を設ける場合もあるが、それも一定ではない。したがって日本一周にかける期間も様々である。

## 海岸線を一周
日本は島国であり、海岸線に沿ってゆけば日本の周囲を回って戻ることができる。海岸線沿いに四島（あるいは三島）を回って日本一周ということもできる。単純に海岸沿いを踏破するケースもあるが、海岸から最も近い道路（あるいは公共交通機関）を通行するケースが多く見られる。また、海岸沿いの幹線道路を通ることで一周とするケースもある。このほか、日本海・太平洋の両方を経るなどによって、船により、海から日本列島の周囲を一巡することもある。
ただし、この場合は海岸線に面していない京都市などの内陸都市を巡っていなくても日本一周とすることになる。都道府県単位で見ても、海に面していない栃木県・群馬県・埼玉県・山梨県・長野県・岐阜県・滋賀県・奈良県の8県は（海岸線一周としての）日本一周からは外れることになる。
また、この場合は沖縄諸島などの離島の扱いも人により様々である。離島を除外する者も多いが、種村直樹の連載「日本外周気まぐれ列車」のように南西諸島・壱岐・対馬など特定の島嶼部を含めて踏破する者も少なからず存在する。

## 達成した挑戦者
- 小林鉦明（こばやし かねあき） - 昭和37（1962）年4月3日～昭和38（1963）年1月14日、個人による自転車での日本一周を初めて成功させた。ただし、当時は沖縄県がアメリカ領であったことから、こちらは除外されている。
- 荻堂盛雄（おぎどう もりお） - 2021年、自転車で沖縄と本土45都府県を55日間で一周。こちらは寒さのために北海道を除外している[1]。
- 太田貴也（おおた たかや） - 沖縄、北海道を含めた日本一周を二度達成している。ちなみに船での世界一周も一度、果たしている[2]。
- だん吉号 - テレビ番組「ザ!鉄腕!DASH!!」の企画で、ソーラー発電自動車による日本一周を行った。この時、なるべく多くの島をめぐっている。

## 大陸一周
日本一周や世界一周ではないが、外国の大陸に限定して一周した日本人もいる。
- 市川栄一（いちかわ えいいち） - 令和6（2024）年3月14日～同年6月某日、80歳で約90日間かけてアメリカ合衆国を一周している。距離にして約6000㎞、一日100～百数十㎞を走破した。
- はっしー - 2019年12月～2020年4月、約100日間で鉄道を使いヨーロッパを一周。
- 中村洋太（なかむら ようた） - 2010年8月2日～数回に分けて2か月で西ヨーロッパ12か国を自転車で一周。
- 佐藤史典（さとう ふみのり） - 2007年1月～10月、オーストラリア大陸を自転車で一周。1万8千キロメートル。